# Евдокија Музалон Палеолог
Евдокија Музалон Палеолог је била византијска принцеза из породице Музалона и Палеолога.
Била је ћерка Теодора Музалона који је одрастао на царском двору са баком која је била члан династије Палеолога, а од непознате мајке из породице Кантакузин која је умрла од хроничне болести када је Евдокија била млада, имала је и брата који је умро у младости. Забележено је да је добила добро образовање и обуку. Године 1293-1294. Евдокија се помиње као пунолетна за удају, с обзиром да је њен отац у исто време био тешко болестан, цар Андроник II се обавезао да ће је удати.
Он ју је заручио за свог брата Теодора али је било реакција из царевог круга, вероватно због сродства, у ствари је одржан састанак првосвештеника у присуству њеног оца који је био тешко болестан али није донета одлука. Цар, видећи ћорсокак, раскинуо је веридбу и поново је верио сада за свог сина Константина. Деспот Константин Палеолог и Евдокија Музалон су се венчали 1294. године, после очеве смрти у пролеће исте године.
Помиње се инцидент са деспином Евдокијом, која је својевремено патила од болова у стомаку, није могла да једе и губила је на тежини, па су је одвели у предграђе Цариграда са чистијом околином. Ово предграђе се звало Мелитија и имало је извор Зоодохос извор, говорили су да је његова вода чудотворна и да ко пије из њега оздрави.
Деспина Евдокија Палеолог је умрла пре 1320. године, била је много година у браку са својим мужем без деце. Деспот Константин је, међутим, имао везу са Евдокијином слушкињом, Катари, са којом је имао своје једино дете Михаила.